# Liste der Monuments historiques in Obrechies
Die Liste der Monuments historiques in Obrechies führt die Monuments historiques in der französischen Gemeinde Obrechies auf.

## Liste der Bauwerke
| Bezeichnung      | Beschreibung | Standort | Kennzeichnung | Schutzstatus | Datum | Bild           |
| ---------------- | ------------ | -------- | ------------- | ------------ | ----- | -------------- |
| Kirche St-Martin |              | (Lage)   | PA00107766    | Inscrit      | 1934  | weitere Bilder |